# Автошлях E16
Європейський маршрут Е16 —  європейський автомобільний маршрут категорії А, що з'єднує міста Деррі (Велика Британія) й Евле (Швеція).

## Міста, через які проходить маршрут
Маршрут Е16 проходить через 3 європейські країни та включає поромні переправи з Белфаста в Глазго, з Единбурга в Берген і Лердальський тунель з Аурланд в Тонйум довжиною 24,5 км.
- : Деррі - Белфаст - пором - Глазго - Единбург - пором -
- : Берген -  Арна -  Восс - Лердал - Тюін - Фагернес - Хенефосс - Саннвіка - Осло - Конгсвінгер -
- : Бурленге - Фалун - Євле

Е16 пов'язаний з маршрутами
|  | - E01 - E18 - E05 |  | - E15 - E39 - E06 - E04 |

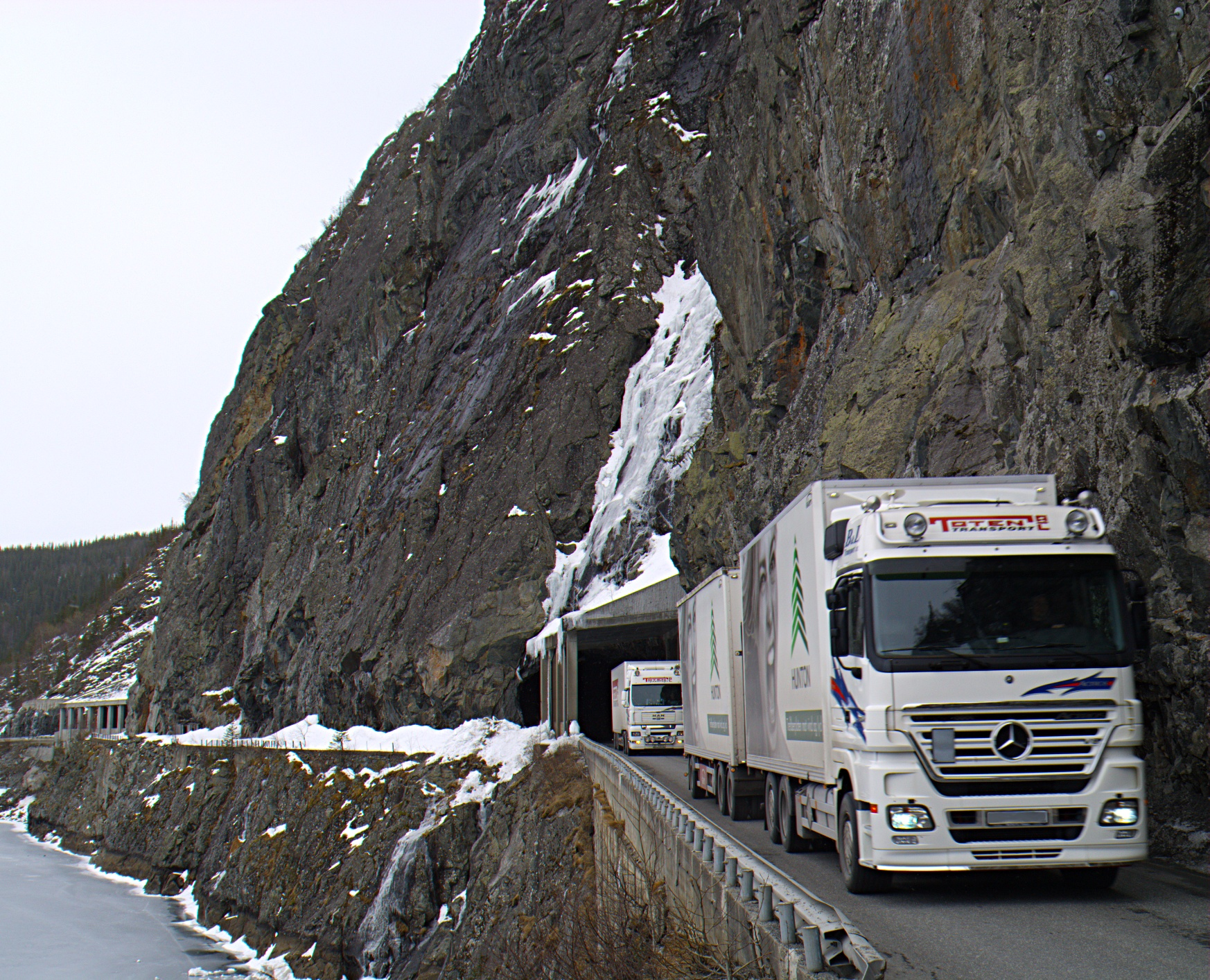
Тунель  Kvamskleiv
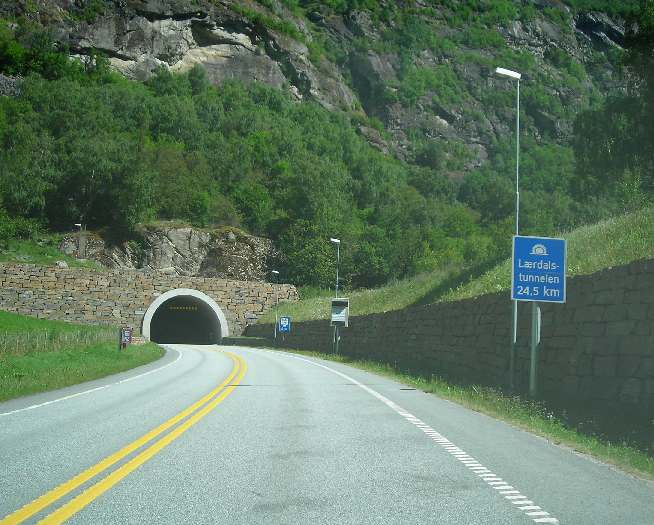
Південний в'їзд в Лердальський тунель. Праворуч - знак, який вказує довжину тунелю
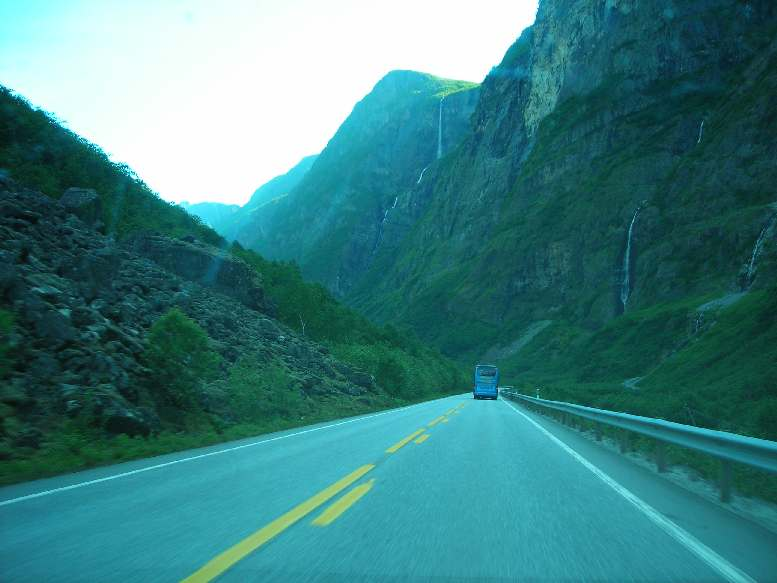
Е16 біля Гудвангена, Норвегія
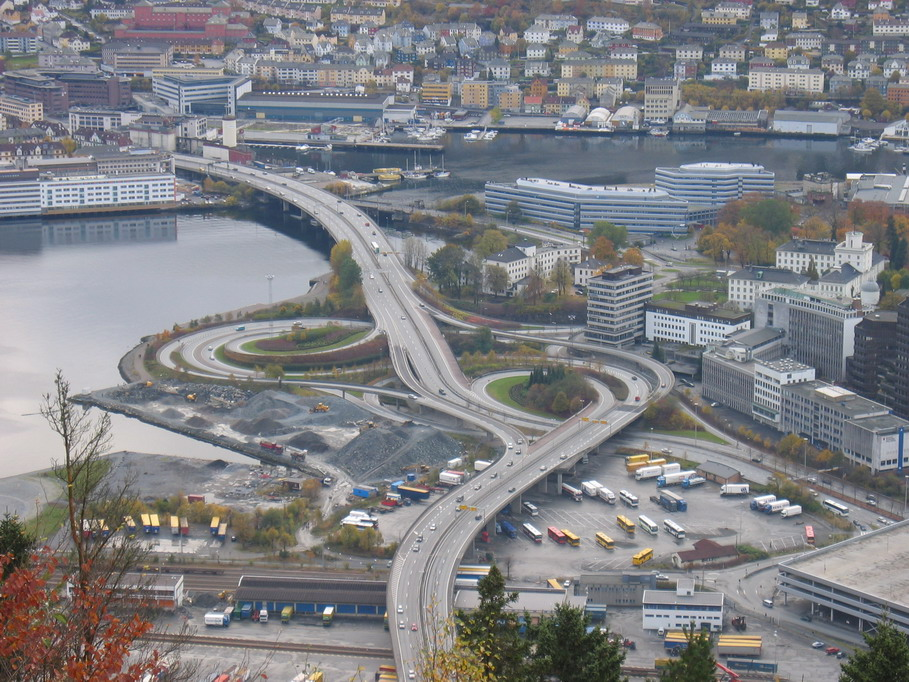
Е16
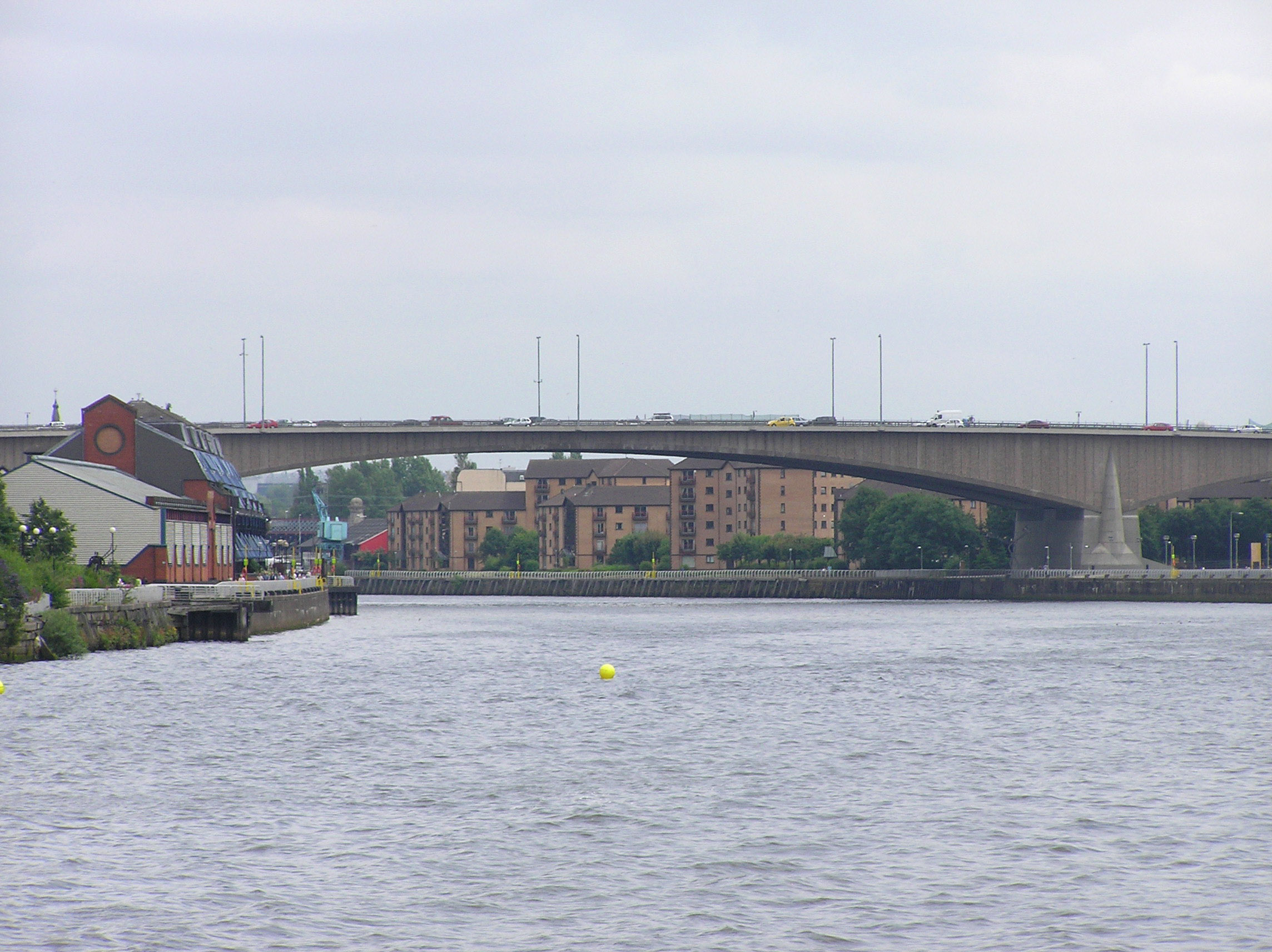
Е16

## Див. Також
- Мережа європейських автошляхів